# Niederentzen
Niederentzen – miejscowość i gmina we Francji, w regionie Grand Est, w departamencie Górny Ren.
Według danych na rok 1990 gminę zamieszkiwało 320 osób, 36 os./km².